# Soročinsk
Soročinsk (rusky Сорочинск) je město v Orenburské oblasti Ruské federace. Při sčítání lidu v roce 2010 měl bezmála třicet tisíc obyvatel.

## Poloha
Soročinsk leží u západních výběžků Uralu na levém břehu Samary. Od Orenburgu, správního střediska oblasti, je vzdálen zhruba 170 kilometrů na severozápad. Nejbližší město je Buzuluk zhruba 70 kilometrů na severozápad.

## Dějiny
Soročinsk byl založen v roce 1737 jako pevnost.
Městem je od roku 1945.